# 扎耶特本扎胡瓦

32°32′13″N 3°36′20″E / 32.53694°N 3.60556°E
扎耶特本扎胡瓦（阿拉伯语：‎），是阿爾及利亞的城鎮，位於該國中部，由蓋爾達耶省負責管轄，是扎耶特本扎胡瓦區的首府，面積2,175平方公里，海拔高度529米，2008年人口12,643人，人口密度每平方公里6人。